# マノ・ネグラ (プロレスラー)
マノ・ネグラ（Mano Negra、男性、1951年1月15日 - ）は、メキシココアウイラ州トレオン出身のプロレスラー（元覆面レスラー）。本名はヘスス・レザ・ロサレス（Jesús Reza Rosales）。

## 来歴
父はエル・レベルデ（1979年に全日本プロレスに「スター・ウォーズ」に登場するロボットR2-D2のギミックマスクマン「ロボットR-2」としてC-3POのギミックの「ロボットC-3」と来日したレスラー）。娘婿はブラック・ウォリアー、息子にマノ・ネグラ・ジュニアがいる。
父やディアブロ・ベラスコの指導を受け、1971年10月1日にリングデビュー。EMLL（現在のCMLL）を主戦場としNWA世界ウェルター級王座を長らく王座に就き、のちにLLI入りしてからはUWA世界ジュニアライトヘビー級王座になったこともある。
1984年4月には旧UWFに来日。
1990年代にCMLLに復帰、1993年10月1日にアトランティスにコントラ・マッチに敗れ素顔になっている。
現在はセミリタイヤ状態。

## 得意技
セントーン
サソリ固め

## 獲得タイトル
EMLL / CMLL / メキシコ連邦区ボクシング・レスリング協会
NWA世界ウェルター級王座 : 2回
NWA世界ミドル級王座 : 2回
メキシコナショナルライトヘビー級王座
UWA / LLI
UWA世界ジュニアライトヘビー級王座
ワールド・レスリング・アソシエーション（WWA）
WWA世界ライト級王座